# Lijst van rijksmonumenten in Stadskanaal (plaats)
De plaats Stadskanaal telt 44 inschrijvingen in het rijksmonumentenregister, hieronder een overzicht. 
| Object                                                            | Oorspronkelijke functie?  | Bouwjaar                                                            | Architect                       | Locatie                               | Coördinaten?                  | Nr.?   | Afbeelding                                                        |
| ----------------------------------------------------------------- | ------------------------- | ------------------------------------------------------------------- | ------------------------------- | ------------------------------------- | ----------------------------- | ------ | ----------------------------------------------------------------- |
| Tweede Hervormde kerk, orgel                                      | Vanwege onderdelen kerk   | 1876 1981 (rest.)                                                   | P. van Oeckelen Leeflang (1981) | Oosterkade 5                          | 52° 58' 42" NB, 6° 57' 53" OL | 460739 | Upload foto                                                       |
| Houtloods                                                         | Opslag                    | ca. 1890                                                            |                                 | bij Drouwenerstraat 7                 | 52° 59' 21" NB, 6° 56' 42" OL | 516202 | Houtloods                                                         |
| De Beuk                                                           | Dienstwoning              | 1905                                                                |                                 | Drouwenerstraat 4                     | 52° 59' 22" NB, 6° 56' 45" OL | 516203 | Meer afbeeldingen                                                 |
| Dubbele arbeiderswoning                                           | Woonhuis                  | 1938 1967 (uitbr.)                                                  | J. Meinen                       | Oranjestraat 1-3                      | 52° 58' 53" NB, 6° 57' 20" OL | 516205 | Dubbele arbeiderswoning                                           |
| Dubbele arbeiderswoning                                           | Woonhuis                  | 1938 1967 (uitbr.)                                                  | J. Meinen                       | Oranjestraat 5-7                      | 52° 58' 53" NB, 6° 57' 21" OL | 516206 | Dubbele arbeiderswoning                                           |
| Dubbele arbeiderswoning                                           | Woonhuis                  | 1938 1967 (uitbr.)                                                  | J. Meinen                       | Oranjestraat 9-11                     | 52° 58' 52" NB, 6° 57' 22" OL | 516207 | Dubbele arbeiderswoning                                           |
| Dubbele arbeiderswoning                                           | Woonhuis                  | 1938 1967 (uitbr.)                                                  | J. Meinen                       | Oranjestraat 13-15                    | 52° 58' 52" NB, 6° 57' 22" OL | 516208 | Dubbele arbeiderswoning                                           |
| Dubbele arbeiderswoning                                           | Woonhuis                  | 1938 1967 (uitbr.)                                                  | J. Meinen                       | Oranjestraat 17-19                    | 52° 58' 51" NB, 6° 57' 23" OL | 516209 | Dubbele arbeiderswoning                                           |
| Dubbele arbeiderswoning                                           | Woonhuis                  | 1938 1967 (uitbr.)                                                  | J. Meinen                       | Oranjestraat 21-23                    | 52° 58' 51" NB, 6° 57' 24" OL | 516210 | Dubbele arbeiderswoning                                           |
| Dubbele arbeiderswoning                                           | Woonhuis                  | 1938 1967 (uitbr.)                                                  | J. Meinen                       | Oranjestraat 25-27                    | 52° 58' 50" NB, 6° 57' 24" OL | 516211 | Dubbele arbeiderswoning                                           |
| Dubbele arbeiderswoning                                           | Woonhuis                  | 1938 1967 (uitbr.)                                                  | J. Meinen                       | Oranjestraat 29-31                    | 52° 58' 50" NB, 6° 57' 25" OL | 516212 | Dubbele arbeiderswoning                                           |
| Dubbele arbeiderswoning                                           | Woonhuis                  | 1938 1967 (uitbr.)                                                  | J. Meinen                       | Oranjestraat 33-35                    | 52° 58' 49" NB, 6° 57' 26" OL | 516213 | Dubbele arbeiderswoning                                           |
| Dubbele arbeiderswoning                                           | Woonhuis                  | 1938 1967 (uitbr.)                                                  | J. Meinen                       | Oranjestraat 2-4                      | 52° 58' 52" NB, 6° 57' 19" OL | 516214 | Dubbele arbeiderswoning                                           |
| Dubbele arbeiderswoning                                           | Woonhuis                  | 1938 1967 (uitbr.)                                                  | J. Meinen                       | Oranjestraat 6-8                      | 52° 58' 52" NB, 6° 57' 20" OL | 516215 | Dubbele arbeiderswoning                                           |
| Dubbele arbeiderswoning                                           | Woonhuis                  | 1938 1967 (uitbr.)                                                  | J. Meinen                       | Oranjestraat 10-12                    | 52° 58' 51" NB, 6° 57' 20" OL | 516216 | Dubbele arbeiderswoning                                           |
| Dubbele arbeiderswoning                                           | Woonhuis                  | 1938 1967 (uitbr.)                                                  | J. Meinen                       | Oranjestraat 14-16                    | 52° 58' 51" NB, 6° 57' 21" OL | 516217 | Dubbele arbeiderswoning                                           |
| Dubbele arbeiderswoning                                           | Woonhuis                  | 1938 1967 (uitbr.)                                                  | J. Meinen                       | Oranjestraat 18-20                    | 52° 58' 50" NB, 6° 57' 22" OL | 516218 | Dubbele arbeiderswoning                                           |
| Dubbele arbeiderswoning                                           | Woonhuis                  | 1938 1967 (uitbr.)                                                  | J. Meinen                       | Oranjestraat 22-24                    | 52° 58' 50" NB, 6° 57' 22" OL | 516219 | Dubbele arbeiderswoning                                           |
| Dubbele arbeiderswoning                                           | Woonhuis                  | 1938 1967 (uitbr.)                                                  | J. Meinen                       | Oranjestraat 26-28                    | 52° 58' 49" NB, 6° 57' 23" OL | 516220 | Dubbele arbeiderswoning                                           |
| Dubbele arbeiderswoning                                           | Woonhuis                  | 1938 1967 (uitbr.)                                                  | J. Meinen                       | Oranjestraat 30-32                    | 52° 58' 49" NB, 6° 57' 24" OL | 516221 | Dubbele arbeiderswoning                                           |
| Dubbele arbeiderswoning                                           | Woonhuis                  | 1938 1967 (uitbr.)                                                  | J. Meinen                       | Oranjestraat 34-36                    | 52° 58' 49" NB, 6° 57' 24" OL | 516222 | Dubbele arbeiderswoning                                           |
| Familiebegraafplaats Uniken                                       | Begraafplaats en -onderdl | ca. 1859                                                            |                                 | bij Unikenstraat 46                   | 53° 2' 6" NB, 6° 53' 1" OL    | 516228 | Familiebegraafplaats Uniken                                       |
| Familiebegraafplaats Uniken, laan met toegangshek                 | Weg                       | ca. 1859                                                            |                                 | bij Unikenstraat 46                   | 53° 2' 0" NB, 6° 53' 1" OL    | 516229 | Familiebegraafplaats Uniken, laan met toegangshek                 |
| Familiebegraafplaats Uniken, dienstwoning                         | Dienstwoning              | ca. 1890                                                            |                                 | Unikenstraat 46                       | 53° 2' 6" NB, 6° 53' 1" OL    | 516230 | Familiebegraafplaats Uniken, dienstwoning                         |
| Familiebegraafplaats Uniken, bijschuur bij dienstwoning           | Boerderij                 | ca. 1890                                                            |                                 | bij Unikenstraat 46                   | 53° 2' 6" NB, 6° 53' 1" OL    | 516231 | Familiebegraafplaats Uniken, bijschuur bij dienstwoning           |
| Huize Ter Marse, villa                                            | Woonhuis                  | 1884 (achterhuis) 1910 (voorhuis)                                   |                                 | Ceresstraat 2                         | 52° 58' 19" NB, 6° 58' 28" OL | 516233 | Meer afbeeldingen                                                 |
| Huize Ter Marse, dienstwoning                                     | Dienstwoning              | ca. 1935                                                            |                                 | bij Ceresstraat 2                     | 52° 58' 19" NB, 6° 58' 28" OL | 516234 | Meer afbeeldingen                                                 |
| 't Hofje                                                          | Woonhuis                  | 1938 1971 (aanbouw)                                                 | J. Meinen                       | Hofje 1-27                            | 52° 58' 56" NB, 6° 57' 15" OL | 516240 | Hofje 't Hofje                                                    |
| 't Hofje, plantsoen                                               | Tuin, park en plantsoen   | 1938                                                                | J. Meinen                       | bij Hofje 1-27                        | 52° 58' 55" NB, 6° 57' 17" OL | 516241 | Hofje 't Hofje, plantsoen                                         |
| Julianapark                                                       | Tuin, park en plantsoen   | ca. 1935                                                            | J. Vroom jr.                    | Julianapark                           | 52° 58' 55" NB, 6° 57' 15" OL | 516243 | Meer afbeeldingen                                                 |
| Muziekkoepel                                                      | Welzijn, kunst en cultuur | ca. 1935                                                            |                                 | Julianapark                           | 52° 58' 55" NB, 6° 57' 15" OL | 516244 | Muziekkoepel                                                      |
| Buinersluis (Derde Verlaat)                                       | Waterkering en -doorlaat  | 1819 (kleine kolk) ca. 1910-1920 (grote kolk) 1946 (renov. bruggen) |                                 | t.o. Hoofdstraat 89                   | 52° 59' 1" NB, 6° 57' 29" OL  | 516246 | Meer afbeeldingen                                                 |
| Springersverlaat (Eerste Verlaat)                                 | Waterkering en -doorlaat  | 1789 ca. 1900 (renov.)                                              |                                 | t.o. Unikenkade 68                    | 53° 1' 30" NB, 6° 53' 35" OL  | 516249 | Meer afbeeldingen                                                 |
| Olthofsverlaat (Tweede Verlaat)                                   | Waterkering en -doorlaat  | 1828 verm. 1920-1939 (renov.)                                       |                                 | t.o. H.J. Kniggestraat 121            | 53° 0' 28" NB, 6° 55' 13" OL  | 516250 | Meer afbeeldingen                                                 |
| Buinersluis, sluiswachterswoning met schuur                       | Dienstwoning              | 1908 1953 (uitbr.) 1982 (garage)                                    |                                 | Hoofdstraat 89                        | 52° 59' 2" NB, 6° 57' 30" OL  | 516251 | Buinersluis, sluiswachterswoning met schuur                       |
| Villa met Um-1800-elementen                                       | Woonhuis                  | ca. 1905 1920 (uitbr.)                                              | Wasscher (1920)                 | Hoofdstraat 92                        | 52° 59' 0" NB, 6° 57' 32" OL  | 516258 | Villa met Um-1800-elementen                                       |
| Gereformeerde Poststraatkerk                                      | Kerk en kerkonderdeel     | 1908-'09 1952 (uitbr.) 1980 (rest.)                                 | C. Linzel                       | Poststraat 30                         | 52° 59' 32" NB, 6° 56' 43" OL | 516259 | Meer afbeeldingen                                                 |
| Dwarshuisboerderij met woonhuis in eclectische stijl              | Boerderij                 | 1881                                                                |                                 | Handelsstraat 8                       | 53° 0' 1" NB, 6° 55' 58" OL   | 516260 | Dwarshuisboerderij met woonhuis in eclectische stijl              |
| Rentenierswoning in rationalistische stijl met aangebouwde schuur | Woonhuis                  | 1917                                                                | H. Salomons                     | Handelsstraat 17                      | 52° 59' 58" NB, 6° 56' 2" OL  | 516261 | Rentenierswoning in rationalistische stijl met aangebouwde schuur |
| Winkelwoning met art-nouveau-elementen en aangebouwd pakhuis      | Werk-woonhuis             | ca. 1914 1939 (verb.) 1992 (verb.)                                  |                                 | Handelsstraat 59 (hoek Barkelastraat) | 52° 59' 46" NB, 6° 56' 21" OL | 516262 | Winkelwoning met art-nouveau-elementen en aangebouwd pakhuis      |
| Watertoren                                                        | Nutsbedrijf               | 1935-'36                                                            | H.F. Mertens                    | Ceresstraat 1                         | 52° 58' 20" NB, 6° 58' 30" OL | 516263 | Meer afbeeldingen                                                 |
| Slachthuis met schuur                                             | Industrie                 | 1925 ca. 1984 (verb.)                                               | O. Linzel                       | Oosterstraat 73                       | 52° 58' 24" NB, 6° 58' 29" OL | 516264 | Slachthuis met schuur                                             |
| Oldambtster boerderij in eclectische stijl                        | Boerderij                 | 1891 1918 (verb. voorhuis) 1948 (verb. voorhuis)                    | C.J. Brill                      | Scheepswerfstraat 38-39               | 53° 1' 14" NB, 6° 54' 4" OL   | 516265 | Meer afbeeldingen                                                 |
| Voorm. vervenerswoning met aangebouwd café                        | Woonhuis                  | 1886 1919 (café) 1928 (veranda) 1988 (verb.) ca. 1993 (uitbr.)      |                                 | Unikenkade 74                         | 53° 1' 28" NB, 6° 53' 37" OL  | 516266 | Voorm. vervenerswoning met aangebouwd café                        |